# شیوا توپا

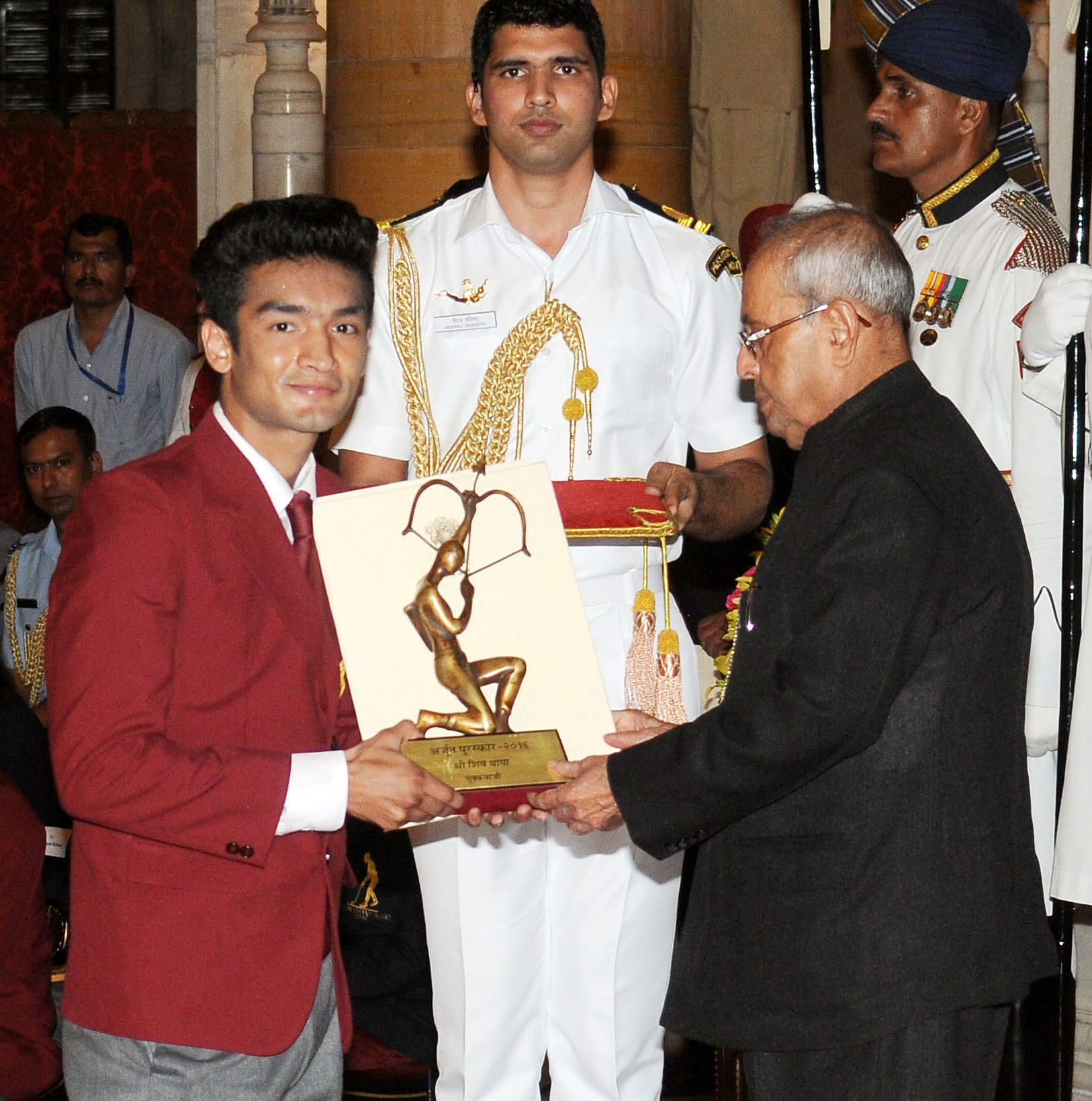
شیوا توپا

شیوا توپا (انگلیسی: Shiva Thapa؛ زادهٔ ۸ دسامبر ۱۹۹۳) بوکسور اهل هند است.